# Chthonius orthodactylus
Chthonius orthodactylus – gatunek zaleszczotka z rodziny Chthoniidae. Zamieszkuje Europę i Afrykę Północną.

## Taksonomia
Gatunek ten opisany został po raz pierwszy w 1817 roku przez Wiliama Elforda Leacha pod nazwą Obisium orthodactylum. Do rodzaju Chthonius przeniesiony został w 1843 roku przez Carla Ludwiga Kocha. Dokładne miejsce typowe nie jest znane, wiadomo że znajduje się na terenie hrabstwa Kent lub Devon w Anglii.

## Morfologia
Zaleszczotek ten ma cztery szczecinki na tylnej krawędzi karapaksu. Przednia krawędź karapaksu jest u niego prosta i piłkowana. Nie występuje epistom. Oczy przedniej pary odsunięte są od przedniego brzegu karapaksu o odległość równą ich średnicy. Nogogłaszczki zaopatrzone są w szczypce pozbawione ujść gruczołów jadowych. Zęby na palcach tychże szczypiec są duże i większości wyraźnie od siebie oddzielone. Maksymalna odległość między zębami na środkowej części palca nieruchomego równa jest szerokości tychże zębów mierzonej u ich podstawy. Palec ruchomy nie jest u nasady zaopatrzony w wewnętrzną apodemę wzmacniającą. Długość palców przekracza pół milimetra. W widoku bocznym dłoń jest nabrzmiała z wyraźnie zaokrągloną stroną grzbietową. Barwa dłoni nie jest ciemniejsza niż pozostałych członów nogogłaszczków. Spośród bioder odnóży krocznych te drugiej i trzeciej pary wyposażone są w kolce biodrowe. Odnóża kroczne pierwszej i drugiej pary mają jednoczłonowe stopy, natomiast odnóża kroczne pary trzeciej i czwartej mają stopy dwuczłonowe.

## Rozprzestrzenienie
Gatunek zachodniopalearktyczny. W Europie znany jest z Irlandii, Wielkiej Brytanii, Francji, Belgii, Luksemburgu, Holandii, Niemiec, Szwajcarii, Austrii, Włoch, Czech, Słowacji, Węgier, Rumunii, Bułgarii, Słowenii, Chorwacji, Bośni i Hercegowiny, Serbii, Czarnogóry i Grecji. Poza tym występuje w Tunezji.